# كارلوس كوستا
كارلوس كوستا (بالإنجليزية: Carlos Costa)‏ هو طيار جوي ‏ أمريكي، ولد في 1966، وتوفي في 1996 بسبب قتل في المعركة.